# De Press
De Press — польсько-норвезький рок-гурт 1980-х років. Поряд з групами The Aller Værste! та Kjøtt вважаються основоположниками музичної норвезької нової хвилі.

## Історія
Група була створена в 1980 році в Осло з ініціативи польського емігранта Анджея Дзюбека (пол. Andrzej Dziubek), який змінив після приїзду до Норвегії ім'я на «Андрій Неббу» (норв. Andrej Nebb). Він став вокалістом і басистом новоствореного музичного колективу. Іншими членами оригінального складу були гітарист Йорн Крістенсен (норв. Jørn Christensen) і ударник Ола Снортхейм (норв. Ola Snortheim).
В 1981 році група випустила свій перший альбом, що називався Block to Block. Сьогодні цей реліз вважається одним з найкращих і найвпливовіших норвезьких рок-альбомів, хоча при цьому жоден з наступних альбомів групи не зміг повторити успіх дебюту. Музика, яку грали De Press, була сумішшю типового депресивного нью-вейву початку 1980-х років і фольклорних східноєвропейських мотивів, привнесених Дзюбеком. Він же був і автором текстів більшості пісень групи (часто мали політичний підтекст), які він писав, змішуючи норвезьку, англійську, польську та російські мови. 
В оригінальному складі група проіснувала всього рік, остаточно розпавшись до 1983 року. В 1991 році група відновила виступи. На сьогоднішній день Дзюбек залишається єдиним членом групи з першого складу.

## Сучасний склад
- Анджей Дзюбек (пол. Andrzej Dziubek) — вокал
- Дарек Будкевич (пол. Darek Budkiewicz) — бас-гітара
- Томаш Фуда (пол. Tomasz Fudala) — гітара
- Лукаш Гокаль (пол. Łukasz Gocal) — ударні

## Дискографія

### Альбоми
- Block to block (1981 — норвезьке видання, 2003 — польське видання)
- Produkt (1982 — норвезьке видання)
- On The Other Side (live) (1983 — норвезьке видання)
- The Ballshov Trio (1991 — норвезьке видання)
- 3 Potocki (1991)
- Vodka Party' ' (1993 — норвезьке видання)
- Groj skrzypko groj (1994)
- Potargano chałpa (1996 — польське видання)
- Dwie tęsknoty (1998 — польське видання)
- Śleboda (2000)
- Russian party (2001 — польське видання)
- Cy bocycie Świnty Ojce (2002)
- Rekyl (2006 — норвезьке видання)
- Zre nas konsumpcja (січень 2008)
- Kolędy (січень 2008)
- Myśmy Rebelianci (січень 2009)
- Gromy i Pyłki (2010)